# Kentaurföld
A Kentaurföld (eredeti cím: Centaurworld) 2021-tól vetített amerikai 2D-s számítógépes animációs zenés sorozat, amelyet Megan Nicole Dong rendezett és alkotott.
A sorozat producere Louis J. Cuck. A zeneszerzője Toby Chu. A sorozat gyártója a Netflix Animation és a Sketchshark Productions, forgalmazója a Netflix.
Amerikában és Magyarországon is 2021. július 30-án mutatta be a Netflix.

## Cselekmény
A harci ló az emberek világából Kentaurföldre kerül, ahol lassan kibontakozik egy szövevényes történet a két világ kapcsolatáról, és múltjáról.

## Szereplők
| Szereplők | Eredeti hang         | Magyar hang     |
| --------- | -------------------- | --------------- |
| Ló        | Kimiko Glenn         | Jenes Kitti     |
| Wammawink | Megan Hilty          | Kokas Piroska   |
| Zulius    | Parvesh Cheena       | Szemenyei János |
| Ched      | Chris Diamantopoulos | Ganxsta Zolee   |
| Glendale  | Megan Nicole Dong    | Gubik Petra     |
| Lovas     | Jessie Mueller       | Györfi Anna     |
| Durpleton | Josh Radnor          | Bolba Tamás     |

### Magyar változat
- Magyar szöveg: Zalatnay Márta
- Hangmérnök: Farkas László
- Vágó: Kajdácsi Brigitta
- Operatív vezető: Kincses Tamás
- Zenei rendező: Bolba Tamás
- Szinkronrendező: Marton Bernadett
- Produkciós vezető: Várkonyi Krisztina
- Kórus: Békefi Viktória, Bolba Éva, Boros Tibor, Boros Sándor, Füredi Nikolett, Janza Kata, Kovács Lotti, Magyar Bálint, Nádorfi Krisztina, Óvári Éva, Péter Barbara, Sajó Dániel, Sánta László, Szentirmai Zsolt
- További magyar hangok: Bak Julianna, Csúz Lívia, Lipcsey Colini Borbála, Nádorfi Krisztina, Gyurin Zsolt

A szinkront a Mafilm Audio Kft. készítette.

## Évados áttekintés
| Évad | Évad | Epizód | Angol sugárzás  | Angol sugárzás  | Magyar sugárzás | Magyar sugárzás |
| Évad | Évad | Epizód | Évadpremier     | Évadfinálé      | Évadpremier     | Évadfinálé      |
| ---- | ---- | ------ | --------------- | --------------- | --------------- | --------------- |
|      | 1    | 10     | 2021. július 30 | 2021. július 30 | 2021. július 30 | 2021. július 30 |

### 1. évad (2021)
| #   | #   | Eredeti cím                                                | Szinopszis | Magyar cím                                                   | Rendező                   | Író                                             | Eredeti premier  | Magyar premier   |
| --- | --- | ---------------------------------------------------------- | --- | ------------------------------------------------------------ | ------------------------- | ----------------------------------------------- | ---------------- | ---------------- |
| 1.  | 1.  | Hello Rainbow Road                                         | A Ló nevű hadivezért egy varázslatos, kentaurok által lakott világba szállítják, és úgy dönt, hogy velük utazik, hogy összeállítsa Ló útját a Lovasához. | Üdv a Szivárványúton!                                        | Megan Nicole Dong         | Megan Nicole Dong, Jen Bardekoff és Jessie Wong | 2021. július 30. | 2021. július 30. |
| 2.  | 2.  | Fragile Things                                             | Miután elhagyták a Kentaur Haven, Horse és Wammawink falkája a szivárványos utat követve sámánt keresve. Amíg Wammawink megpróbálja rámondani a csordájára, hogy lassan járjon, hogy biztonságban maradhassanak, Horse előrerohan, és elmondja mindenkinek, hogy bátorságra van szüksége.                                                                  | Törékeny dolgok                                              | Jen Bennett               | Minty Lewis                                     | 2021. július 30. | 2021. július 30. |
| 3.  | 3.  | The Key                                                    | Ló, miközben azt üldözi, ami Lovasnak tűnik, beleütközik Waterbabybe, a sámánba. Elmondja nekik, hogy az Artifact egy nagyobb kulcs része, amelyet arra használnak, hogy felnyissák a szakadékot Ló és Lovas otthona és a Centaurworld között. | A kulcs                                                      | Jeremy Polgar             | Jen Bardekoff                                   | 2021. július 30. | 2021. július 30. |
| 4.  | 4.  | What You Need                                              | Ló és a csorda többi része a szivárványos úton halad tovább az Elveszett Erdőbe, ahol a Tree Shamans laknak. Wammawink megrendült, mert az erdő volt az, ahol egykor a faluja lakott, így Horse marad a csoport élén. Együtt kell szembenézniük azzal a különbséggel, amit akarnak, és amire szükségük van ahhoz, hogy megkapják a következő kulcsdarabot. | Amire szükséged van                                          | Christina "Kiki" Manrique | Todd Casey                                      | 2021. július 30. | 2021. július 30. |
| 5.  | 5.  | It's Hidin' Time                                           | | A bújócska ideje                                             | Katie Shanahan            | Ryan Harer                                      | 2021. július 30. | 2021. július 30. |
| 6.  | 6.  | Holes: Part 2                                              | | Lyukak: 2. rész                                              | Jen Bennett               | Amalia Levari és Minty Lewis                    | 2021. július 30. | 2021. július 30. |
| 7.  | 7.  | Johnny Teatime's Be Best Competition: A Quest for the Sash | | Uzsonnás Johnny Légy a Legjobb Bajnoksága: A szalag keresése | Jeremy Polgar             | Jen Bardekoff                                   | 2021. július 30. | 2021. július 30. |
| 8.  | 8.  | Ride the Whaletaur Shaman!                                 | | Ugorj a Bálnataur sámánba!                                   | Christina "Kiki" Manrique | Todd Casey                                      | 2021. július 30. | 2021. július 30. |
| 9.  | 9.  | The Rift                                                   | Ahogy a csorda eléri a szakadék ajtaját, Wammawink igyekszik annyi időt tölteni Horse-szal, amennyit csak tud, mielőtt Waterbaby megérkezik, hogy megszerezze a kulcsot. | A hasadék                                                    | Katie Shanahan            | Amalia Levari                                   | 2021. július 30. | 2021. július 30. |
| 10. | 10. | The Rift                                                   | Míg Lovas és Ló szembenéz a Sehol Királlyal a szakadásban, Wammawinknak és falkájának ki kell menekülnie a Titokzatos Nő szorításából. | A hasadék                                                    | Jen Bennett               | Aminder Dhaliwal                                | 2021. július 30. | 2021. július 30. |